# Michaił Ałafuzo
Michaił Iwanowicz Ałafuzo, ros. Михаил Иванович Алафузо (ur. 1891 w Mikołajowie, rozstrzelany 13 lipca 1937) – rosyjski i radziecki wojskowy, komkor (1935).

## Życiorys
Bezpartyjny, absolwent Akademii Sztabu Generalnego, sztabs-kapitan, pochodził z rodziny oficera marynarki. Był szefem zarządu operacyjnego Frontu Północnouralskosyberyjskiego (28 lipca - 30 sierpnia 1918), szefem sztabu 3 Armii (30 sierpnia 1918 – styczeń 1919 i 2 maja – 5 grudnia 1920), członek komisji organizacyjnej sił zbrojnych Republiki (styczeń 1919 – kwiecień 1920), zastępca szefa sztabu Frontu Południowozachodniego (6–28 grudnia 1920), szef sztabu Kijowskiego Okręgu Wojskowego, w latach 1921–1924 szef sztabu Moskiewskiego OW, 1924–1927 szef sztabu Północnokaukaskiego OW, 1927–1935 szef sztabu Kaukaskiej Armii odznaczonej Orderem Czerwonego Sztandaru, 1935–1937 szef katedry organizacji i mobilizacji Akademii Wojskowej Sztabu Generalnego.
Odznaczony Orderem Czerwonego Sztandaru (1928), Czerwonego Sztandaru Pracy ESRR (1932).
Aresztowany 15 kwietnia 1937. Skazany 13 lipca 1937 przez Wojskowe Kolegium Sądu Najwyższego za szpiegostwo, szkodnictwo i uczestnictwo w kontrrewolucyjnej organizacji terrorystycznej, został rozstrzelany tego samego dnia.
Zrehabilitowany 22 listopada 1960.